# ماریننس فلایوباتابریک
ماریننس فلایوباتابریک (به انگلیسی: Marinens_Flyvebaatfabrikk_M.F.11) یک هواگرد ملخ‌پیشین تک‌موتوره از نوع شناسایی دریایی ساخت شرکت Marinens Flyvebaatfabrikk است. هواگرد ماریننس فلایوباتابریک نخستین پروازش را در ۲۹ سپتامبر ۱۹۳۱ میلادی انجام داد. این هواگرد در سال ۱۹۳۲ میلادی رسماً معرفی گردید و در سال‌های ۱۱ اکتبر ۱۹۳۰ – ۱ ژانویه ۱۹۳۹ تولید شده‌است. در مجموع، تعداد ۲۹ فروند از این هواگرد ساخته شده‌است.
طراح این هواگرد، Captain Johan E. Høver بود.